# Rachele Bruni
Rachele Bruni (ur. 4 listopada 1990) – włoska pływaczka długodystansowa, wicemistrzyni olimpijska (2016).

## Kariera pływacka
W 2008 roku na mistrzostwach Europy na wodach otwartych w Dubrowniku zdobyła dwa złote medale w konkurencjach 5 km i 3 x 5 km na otwartym akwenie. 
Trzy lata później w Ejlacie powtórzyła swój sukces i wywalczyła także srebro na 10 km na otwartym akwenie. 
Mistrzynią Europy została ponownie w 2012 i 2016 roku w konkurencji drużynowej 3 x 5 km. Na dystansie 5 km w Piombino (2012) i 10 km na otwartym akwenie w Hoorn (2016) zdobyła również złote medale. 
Podczas igrzysk olimpijskich w Rio de Janeiro została wicemistrzynią w konkurencji 10 km na otwartym akwenie. Bruni przypłynęła trzecia za Francuzką Aurélie Muller, która została jednak zdyskwalifikowana za zablokowanie Włoszki tuż przed metą. Dzięki temu Bruni awansowała na drugie miejsce.